# Benoît Huot
Benoît Huot (* 24. Januar 1984 in Longueuil, Québec) ist ein kanadischer Schwimmer, der bei Wettkämpfen des Internationalen Paralympischen Komitees antritt. Er siegte neuen Mal bei den Paralympischen Spielen.

## Leben
Huot wurde mit einem Klumpfuß geboren und erhielt 1998 für den paralympischen Schwimmsport die Klassifikation S10. Er begann mit acht Jahren beim Seahorse Swim Club in Longueuil den Sport auszuüben. Zwei Jahre später begann er an Wettkämpfen teilzunehmen und trat ab seinem vierzehnten Lebensjahr für das kanadische Nationalteam an. 2014 wurde in Huots Haus in Longueuil eingebrochen und mehrere Medaillen von den paralympischen Spielen und weiteren Wettbewerben entwendet. Im folgenden Jahr ersetzten die Veranstalter ihm den Großteil der gestohlenen Medaillen. Er ist verheiratet und wurde 2018 Vater einer Tochter. Seit 2019 sitzt Huot im Vorstand des Institut national du sport du Québec. Nach dem Ende seiner aktiven Karriere engagierte er sich weiterhin im kanadischen Schwimmverband, so wurde er unter anderem zum Chef de Mission für die Commonwealth Games 2022 ernannt.

## Sportliche Karriere
Huot nahm bei den Quebec Games 1997 teil und erschwamm eine Silbermedaille. Erste internationale Erfolge im Para-Schwimmen feierte er, als er 1998 bei den Schwimmweltmeisterschaften der Behinderten in Christchurch vier Mal Vizemeister wurde und über 1500 m Freiwasser und mit der kanadischen Lagenstaffel siegte. Sein paralympisches Debüt gab Huot bei den Sommer-Paralympics 2000 in Sydney, bei dem er drei Gold- und drei Silbermedaillen gewann. Zwei Jahre später kam er bei den weltweiten Titelkämpfen acht Mal unter die besten drei, wovon er in vier Disziplinen siegte. Mit fünf Goldmedaillen und einem zweiten Platz war Huot der erfolgreichste Athlet der Sommer-Paralympics 2004 in Athen, bei denen er zwei Weltrekorde aufstellte. 2006 stand er bei den Weltmeisterschaften sechsmal auf dem Podium, wobei er über 200 m Lagen die Goldmedaille erschwamm. Außerdem wurde er bei den Commonwealth Games 2006 zweifacher Vizemeister. Im Folgejahr siegte der Kanadier dreifach bei den Parapanamerikanischen Spielen und kam in vier Disziplinen auf den zweiten Platz. Bei den Paralympischen Spielen 2008 in Peking blieb Huot erstmals in seiner Karriere ohne Sieg, als er vier Mal Dritter wurde. Im folgenden Jahr wurden erstmals Kurzstrecken Weltmeisterschaften der Behinderten ausgetragen, bei denen er vier Rennen auf dem zweiten Platz abschloss. Huot gewann bei den Commonwealth Games 2010 über 100 m Freistil und bei den Schwimmweltmeisterschaften der Behinderten über 200 m Lagen, während er in drei weiteren Rennen die Silbermedaille gewann. Bei den Sommer-Paralympics 2012 in London feierte er seinen neunten Paralympics-Sieg. Der Schwimmer, der ebenfalls eine Silber- und Bronzemedaille gewann, wurde zum kanadischen Flaggenträger bei der Abschlussfeier ernannt. Im nächsten Jahr verteidigte Huot seinen Weltmeistertitel über 200 m Lagen, den er seit 2002 hielt. 2015 erzielte er drei Platzierungen unter den besten drei bei den Weltmeisterschaften. Bei den Parapanamerikanischen Spielen in seinem Heimatland siegte Huot über 400 m Freistil und schloss drei Wettkämpfe auf dem zweiten Platz ab. 2016 nahm er zum letzten Mal an den Paralympischen Spielen teil und gewann eine Bronzemedaille. Drei Jahre später verkündete Huot nach zwanzig Jahren im Nationalteam das Ende seiner aktiven Sportlerkarriere.

## Auszeichnungen
Das Magazin Swimming World ernannte Huot 2005 zum Para-Schwimmer des Jahres. 2011 wurde er in die Canadian Disability Hall of Fame aufgenommen. Für seine sportlichen Erfolge und Leistungen als Botschafter für den Behindertensport wurde ihm 2016 der Order of Canada verliehen. Vom Präsidenten des kanadischen Schwimmverbands erhielt er außerdem eine Auszeichnung für seine Errungenschaften. Zwei Jahre später wurde er von der Provinz Québec mit dem Ordre national du Québec geehrt. Im Laufe seiner Karriere wurde er zwölf Mal vom kanadischen Schwimmverband als bester männlicher Behindertenschwimmer des Jahres ausgezeichnet.